# Sympetrum internum
Sympetrum internum är en trollsländeart som beskrevs av Montgomery 1943. Sympetrum internum ingår i släktet ängstrollsländor, och familjen segeltrollsländor. IUCN kategoriserar arten globalt som livskraftig. Inga underarter finns listade i Catalogue of Life.

## Bildgalleri

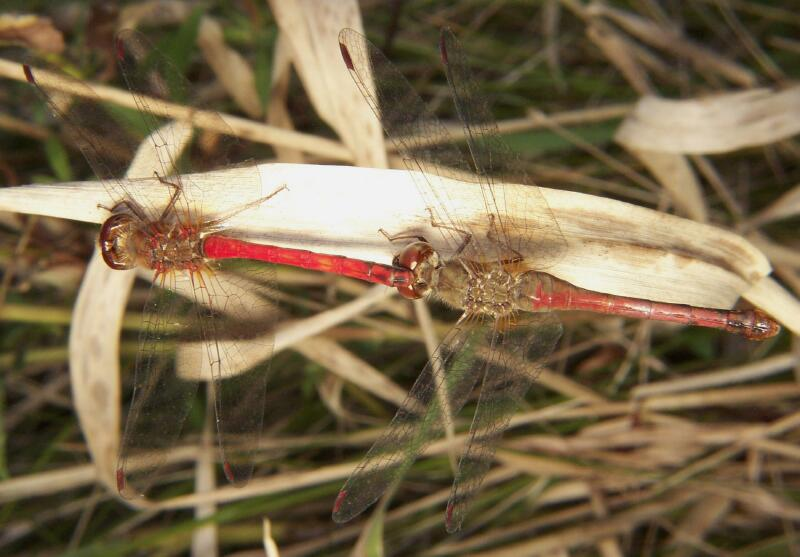
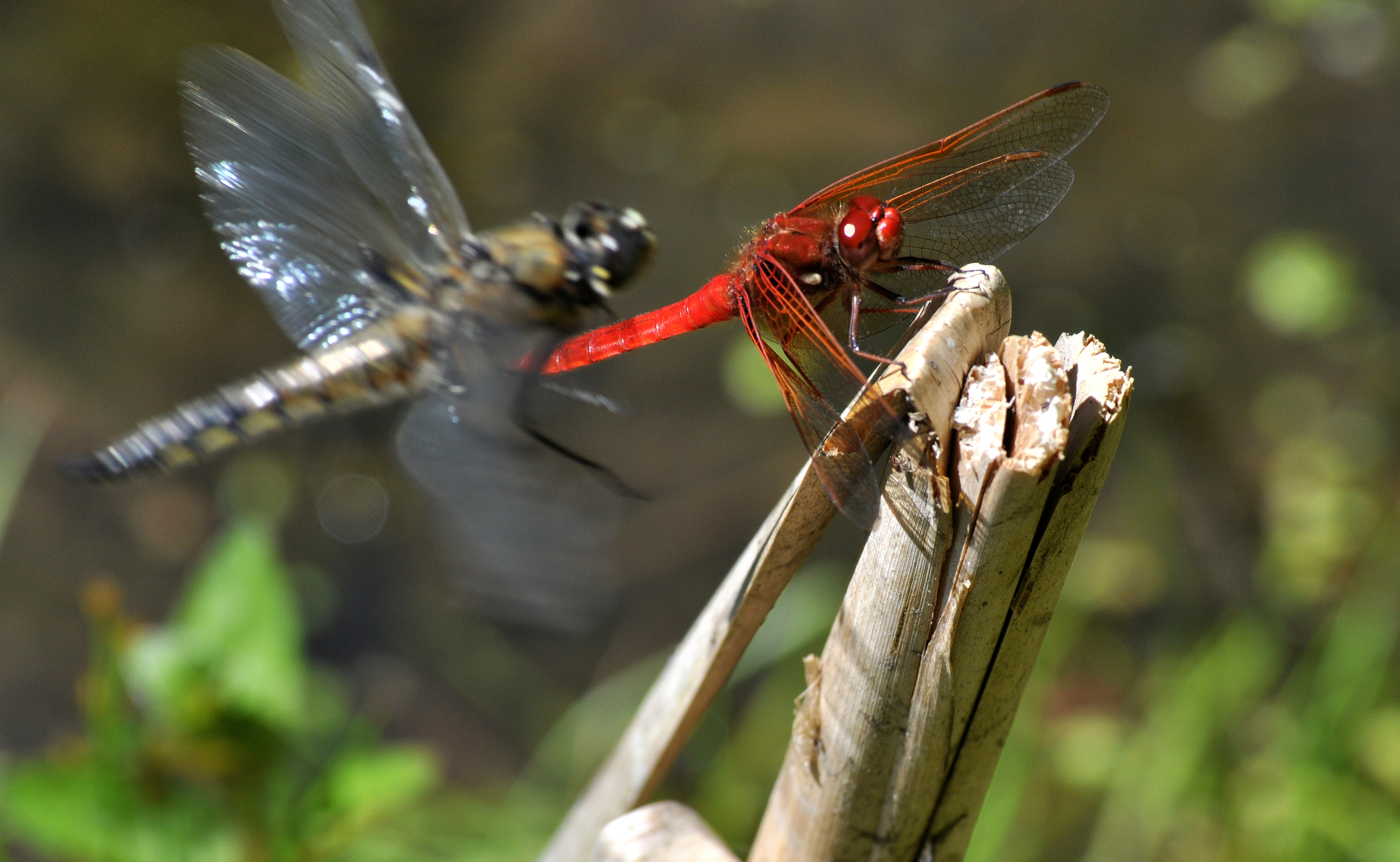
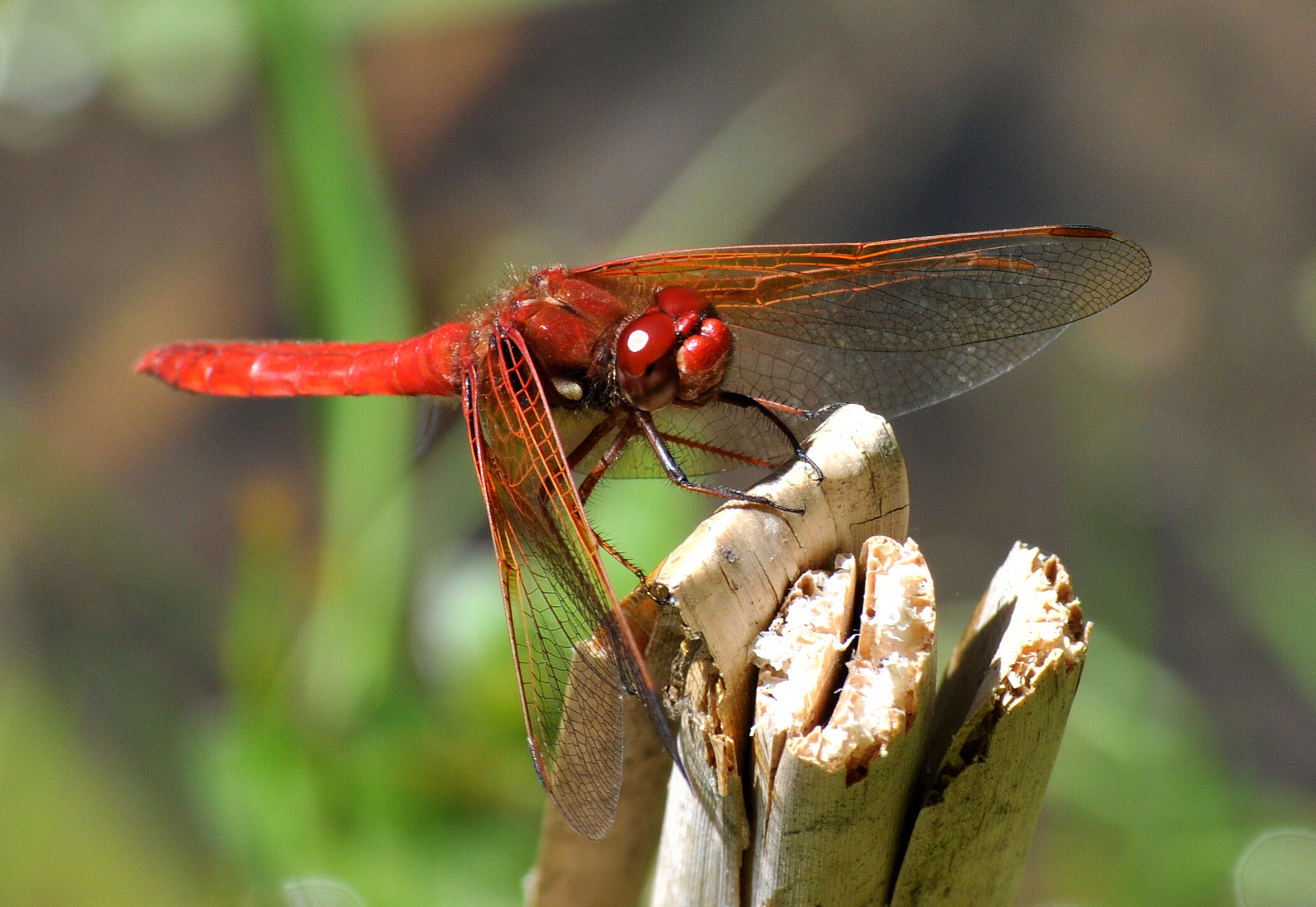